# Хабр
Хабр (бывший Хабрахабр) — русскоязычный веб-сайт в формате системы тематических коллективных блогов (именуемых хабами) с элементами новостного сайта, созданный для публикации новостей, аналитических статей, мыслей, связанных с информационными технологиями, бизнесом и интернетом. Основан Денисом Крючковым в июне 2006 года.
Контент сайта формируется пользователями-добровольцами, которые пишут в коллективные и персональные блоги, публикуют подкасты, переводят иностранные статьи, проводят опросы (голосования) и общаются с другими пользователями. С 2011 года на Хабре действует ППА — Программа Поощрения Авторов, в рамках которой владельцы портала выплачивают вознаграждение авторам хороших публикаций.
В рейтинге «Медиалогии» среди тематических изданий (IT и телеком СМИ — III квартал 2014) «Хабрахабр» занимал 3-е место, в I квартале 2022 года — 6-е место. Входил в 1000 самых посещаемых сайтов в мире на март 2015 по рейтингу Alexa Internet.

## Структура
В разделе блогов ведутся тематические, персональные и корпоративные блоги. Корпоративные блоги на Хабрахабре есть у таких компаний, как Selectel, Google, Яндекс, ABBYY, Intel, Авито, Сбер, VK, Лаборатория Касперского.
Раздел «Вопросы и ответы», запущенный осенью 2010 года, был устроен по аналогии с Google Вопросы и ответы и Ответы Mail.ru для поиска ответов на вопросы по IT-тематике. В 2013 году отделился от основного домена и стал самостоятельным проектом «Тостер» (названным в честь одноимённых IT-конференций). В конце 2019 года был переименован в «Хабр Q&A».
В разделе «Пользователи» размещается статистика по зарегистрированным пользователям (распределение по странам и регионам, количество зарегистрированных и активных пользователей), в том числе внутренний рейтинг, основанный на оценке материалов и комментариев другими пользователями.
В разделе «Компании» представляется рейтинг зарегистрированных организаций, связанных со сферой информационных технологий на основе пользовательской оценки.
Раздел «Работа» предназначался для публикации вакансий и резюме IT-специалистов. В 2013 году был выделен в отдельный проект brainstorage.me (А, в 2015 году был объединён с социальной сетью Moikrug.ru). В конце 2019 года был переименован в «Хабр Карьера».
Раздел «Песочница» предназначен для публикаций новых пользователей с целью последующего одобрения опытными пользователями (премодерации).
Сайт Geektimes.ru (досл.: «Гиковые времена», или «Времена гиков») был создан в октябре 2014 года. В мае 2018 года переехал на домен Geektimes.com, а 28 мая 2018 числа слился с Хабром.

## Механизмы

### Рейтинги
«Карма» — основной рейтинг пользователя или организации, позволяет пользователям выражать отношение друг к другу. Изменять карму могут пользователи с «кармой» больше 5, при этом изменение «кармы» анонимно и не регулируется формальными критериями. Высокий рейтинг позволяет создавать и писать в коллективные блоги, изменять «карму» другим, добавлять и писать о компаниях. Также наличие значительной «положительной кармы» необходимо для возможности отправки приглашений (инвайтов). Отрицательный рейтинг накладывает ограничения по частоте публикаций и комментариев. Алгоритмы расчёта «кармы» не раскрываются.
Кроме «кармы» существует и другой репутационный параметр, называемый «рейтинг» (ранее назывался «хабрасилой»), задуманный как влияние пользователя на сообщество. Алгоритм его расчёта также не раскрывается.
Рейтинги публикаций и комментариев определяются голосованием пользователей. С помощью этого механизма пользователи могут определить значимость обсуждаемой темы, качество публикации — и либо вывести её на главную страницу, либо перенести в блок неодобренных материалов. Ранее комментарии с рейтингом меньше или равным минус пяти сворачивались, в настоящее время комментарии с отрицательным рейтингом отображаются серым цветом, причём чем ниже рейтинг — тем светлее цвет.

### Метки
На сайте используются теги — ключевые слова, позволяющие категоризировать публикации, блоги и компании. С помощью облака тегов, в котором наиболее популярные ключевые слова имеют больший размер, посетители могут определить основную направленность обсуждений и перейти к странице, на которой будут отображаться все топики по определённой теме.

## Сленг
Название сайта поспособствовало образованию специфического сленга внутри сообщества. На сайте используются такие термины, как «захабрить» и «отхабрить» (и их производные: «захабренное» и «отхабренное»). Приставка «хабра-» применяется к тем или иным словам для обозначения их связи с сообществом или применения на сайте (например, «хабраэффект», «хабраюзер» и т. п.).
НЛО — обозначение администрации на сайте. Когда блокируется комментарий, он заменяется на «НЛО прилетело и оставило это здесь».

## История
Сайт запущен в мае-июне 2006 года.
В 2013 году основатель Хабра Денис Крючков выкупил его у Mail.ru (ранее развитие сайта было профинансировано Group DST Юрия Мильнера, который затем передал долю Mail.ru).
Хабр входил в российский реестр организаторов распространения информации (по «Закону о блогерах»). С 2018 года сайт публикует Transparency report, в котором отражены прецеденты начиная с 2013 года.
24 апреля 2018 года сменил название с Хабрахабр на сокращённую версию — Хабр.
В феврале 2020 сменил юрисдикцию с России на Кипр. «Новая газета» сообщает, что это связано с законом о блогерах (для блогеров закон утратил силу, а для юрлиц продолжает действовать).

### Запрет на политические дискуссии
С 15 декабря 2013 года ранее существовавший запрет на политические дискуссии стал использоваться более активно. В результате начала активно проводиться политика цензурирования, в первую очередь связанная с политическими дискуссиями. Так, 15 декабря 2013 года из-за возрастающего количества политических дискуссий в комментариях к постам и по правилам ресурса, запрещающим уход в обсуждение политики, администрацией сайта был закрыт один из самых популярных блогов — «Dura Lex», специализировавшийся на освещении проблем ужесточения законодательства в информационной сфере, однако спустя месяц с небольшим блог со всеми материалами был возвращён на сайт и сообщено об ужесточении модерации комментариев с политическим содержанием (впоследствии блог переведён на сайт «Мегамозг»).

## Награды[17]

### 2007 год
- Сайт стал финалистом в номинации «Проект года» на РОТОР++.
- Первые места в номинациях «Интернет-сообщество года» (РОТОР++), «Открытие года» и «Интернет-сообщество года» (РОТОР).
- Вторые места в номинациях «Блог года», «Сайт информационных технологий и телекоммуникаций» на РОТОР.
- Третье место в номинации «Сайт информационных технологий и телекоммуникаций»(РОТОР++).
- Денис Крючков стал финалистом в номинации «Редактор года» и завоевал первое место в номинации «Продюсер года»; Анатолий Ализар стал журналистом года на РОТОР и редактором года на РОТОР++.

### 2008 год
- Сайт стал финалистом в номинации «Сайт информационных технологий и телекоммуникаций» на РОТОР.

### 2009 год
- Завоевал первое место в номинации «Интернет-сообщество года».
- Второе место в номинации «Сайт информационных технологий и телекоммуникаций».

### 2010 год
- Сайт завоевал первое место в номинации «Коллективный блог года».
- Второе место в номинации «Сайт информационных технологий и телекоммуникаций».

### 2011 год
- Сайт завоевал первое место в номинации «Сайт информационных технологий и телекоммуникаций».
- Второе место в номинации «Интернет-сообщество года».